# Je ne hurlerai pas avec les loups
Albums de Gilles Servat
Gilles Servat en public
(1981) La douleur d'aimer
(1985)
Je ne hurlerai pas avec les loups est le neuvième album studio de Gilles Servat, paru en 1982 chez Kalondour. Ce 33 tours n’a jamais été réédité en CD. 

## Présentation
Je ne hurlerai pas avec les loups est écrit par l'artiste au moment du coup d'État de Jaruzelski en Pologne : « J'étais absolument d'accord de chanter pour soutenir Solidarność. Mais cela me gênait d'être associé à des gens comme Reagan qui le faisaient aussi. Dans le monde, il n'y a pas d'un côté des gentils et des méchants. C'est plus compliqué. »

## Titres de l'album
1. Il est des êtres beaux (Gilles  Servat)
2. Porzh an Alarc'h du (Gilles  Servat)
3. Retrouver Groix (Gilles  Servat)
4. Lagad an Heol (Gilles  Servat)
5. Ils descendaient le fleuve amour (Gilles  Servat)
6. Je ne hurlerai pas avec les loups (Gilles  Servat / Bernard Grosmolard)
7. Je vous emporte dans mon cœur (Gilles  Servat)

## Musiciens
- Bernard Grosmolard : guitares
- Jean Chevalier : batterie, percussions, saxophone
- Jean-Louis Cornilleau : basse
- Alain Termolle : claviers
- Nobby Clarke : saxophone et flûte de pan